# 小行星5658
小行星5658（5658 Clausbaader）是一颗绕太阳运转的小行星，为主小行星带小行星。该小行星于1950年2月17日发现。

## 轨道参数
小行星5658的轨道半长轴为2.7545621 UA，离心率为0.054。